# Jean Joseph de Rafélis de Broves
Pour les articles homonymes, voir Rafélis.
 (février 2012).
Jean-Joseph de Rafélis de Broves, né le 8 juillet 1715 au château de Brovès, près de Fréjus, et mort le 12 novembre 1782, est un officier de marine français du XVIIIe siècle. Il sert dans la Marine royale pendant la guerre de Succession d'Autriche, la guerre de Sept Ans et la Guerre d'indépendance des États-Unis et termine sa carrière avec le grade de Lieutenant-général des armées navales.

## Biographie

### Origines et famille
Jean-Joseph de Rafélis descend de la famille Rafélis, seigneurs de Brovès.[réf. nécessaire] Originaire de Lucques, en Italie, ses membres s'établissent à Draguignan en Provence, depuis 1400[réf. nécessaire], où ils font bâtir une chapelle dans l'église paroissiale. Cette famille a fourni au royaume de France plusieurs officiers généraux.
Il est le fils de Joseph Barthélémy de Rafélis de Broves (1685-1758), seigneur de Broves et de Saint-Roman, et d'Anne Marguerite de Glandevès du Castelet (†1768). Par sa mère, il est le neveu du commandeur de Glandevès (son oncle). Ses parents, mariés le 27 novembre 1713 à Draguignan. ont eu 18 enfants dont:
- Pierre André de Rafélis (1718-1794), prêtre, vicaire général du diocèse de Fréjus, vicaire général du diocèse d'Aix, prieur de Boulogne et prévôt de Toulon, il est emprisonné en 1792.
- Madeleine (née en 1720), elle épouse Jean de Théas
- Jacques Victor (1727-1747), garde du pavillon amiral, il est tué au combat le 27 octobre 1747 à la seconde bataille du cap Finisterre ;
- Jean-François de Rafélis de Broves (1729-1792). capitaine au régiment de la marine puis colonel, lieutenant du roi à Aigues-Mortes ; député de la noblesse de Draguignan aux États généraux de 1789. Il est tué le 10 août 1792 en défendant le Palais des Tuileries où il était premier gentilhomme de la Reine Marie-Antoinette.
- Claude René César (10 août 1737-23 février 1757). enseigne de vaisseau, il décède au retour de la campagne de Mahón, à l'âge de 19 ans.

### Carrière dans la Marine royale

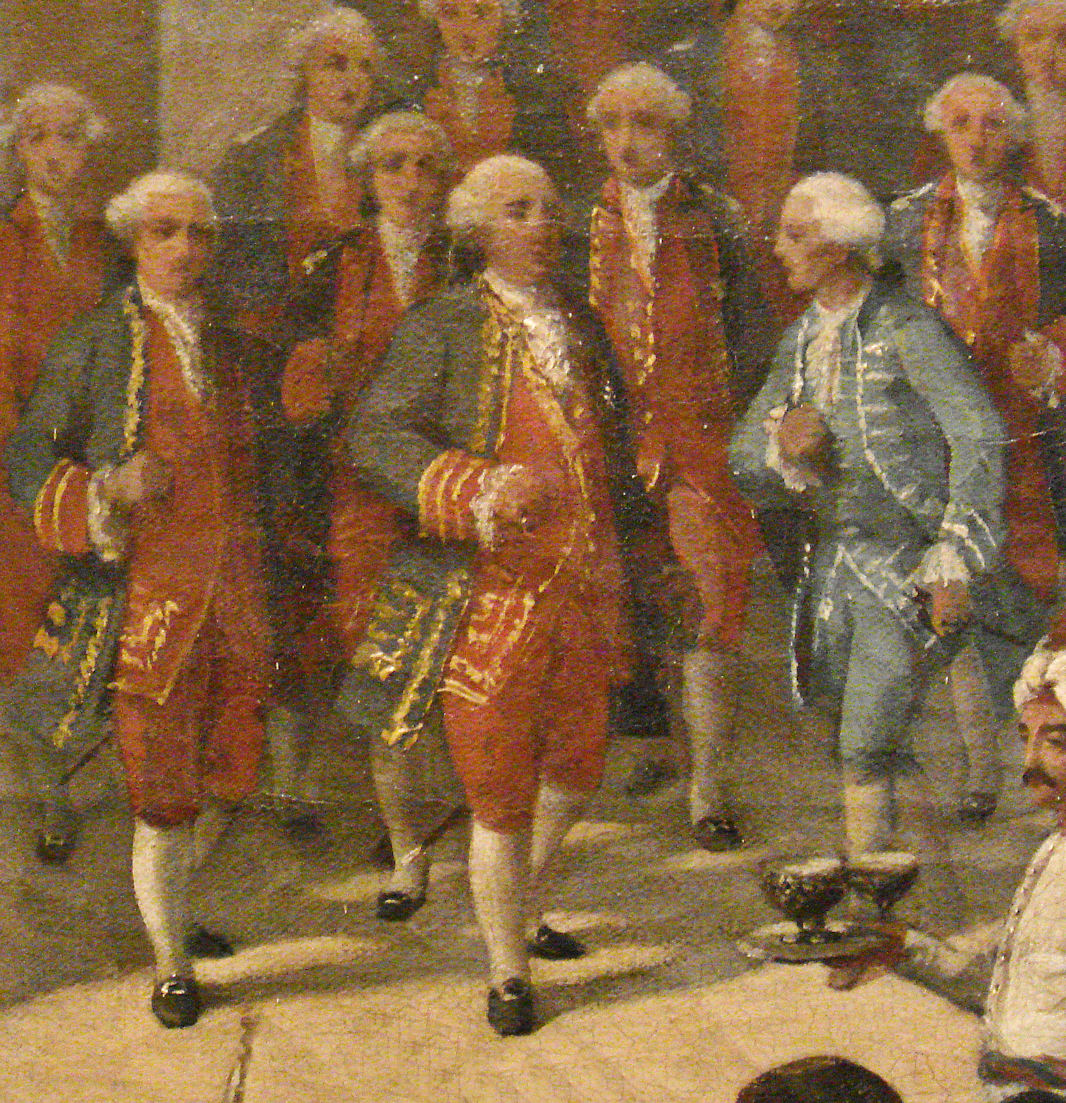
Joseph de Bauffremont (au centre) avec le capitaine de Broves à sa droite, accueillis à Smyrne par le consul français, 28 september 1766 (détail).

Il entre jeune dans la Marine royale et intègre une compagnie de garde-marine le 21 janvier 1730, alors qu'il n'a pas encore quinze ans. Il suit alors le parcours classique de tout « officier bleu » et passe par les différents échelon de la hiérarchie. Il bénéficie alors de soutiens familiaux influents dans la Marine. Promu enseigne de vaisseau en 1734 puis lieutenant de vaisseau le 1er janvier 1746, il est nommé capitaine de vaisseau le 15 mai 1756, au début de la Guerre de Sept Ans.
Commandant l'escadre contre la Corse en 1768, il est fait premier comte de Brovès en 1770. La même année, il commande une flotte qui va bombarder, les 4 et 5 juillet, les villes de Bizerte, Tunis, Porto Farina, Tripoli, et Monastir pour venger et prévenir des actes de piraterie, coulant de nombreux bâtiments barbaresques et ottomans, et obtenant la liberation de commerçant français.
Il reçoit son brevet de chef d'escadre le 15 novembre 1771 et est promu Lieutenant-général des armées navales le 1er mars 1779.
Il décède le 12 novembre 1782 à Brovès, à l'âge de 67 ans.
Selon l'historien Frédéric d'Agay, il appartient « à l'une des plus brillantes générations d'officiers de marine provençaux, celle de Barras St Laurent, de Grasse, Chabert-Cogolin, Fabry-Fabrègues, Faucher, Bausset, Rafélis de Broves, tous entrés au service entre 1730 et 1740 et dont la carrière se déroula jusqu'au début de la Révolution. »

## Mariage et descendance
Il épouse en premières noces, en 1770, Françoise Émilie Ripert de Monclar, fille de Jean-Pierre-François Ripert de Monclar, procureur général au parlement de Provence, et Catherine Fresals de Lisle. Il se remarie en 1782 à Mlle de Lestang de Parade.

### Sources et bibliographie
- Christian de La Jonquière, Officiers de Marine Aux Cincinnati : Annuaire, Ferrières, Brassac, éd. de Poliphile, 1988, 285 p. (ISBN 2868880207)
- René Borricand, Nobiliaire de Provence : Armorial général de la Provence, du Comtat Venaissain, de la Principauté d'Orange, Aix-en-Provence, Éditions Borricand, 1974, 1739 p. (ISBN 2-85397-002-7)
- André Lasseray, Les Français sous les treize étoiles, Mâcon, Imprimerie Protat frères, 1935, 684 p. (OCLC 2114163)
- Jules Fontan, La Marine Provençale dans la guerre d'Indépendance des États-Unis, Marseille, Institut historique de Provence, 1930, 226 p., In-8°